# Диярбакыр (ил)
Диярбакыр (тур. Diyarbakır, арм. Տիգրանակերտ, курд. Diyarbekir) — ил (провинция) на юге Турции.

## География
Ил Диярбакыр граничит с илом Элязыг на северо-западе, Малатья и Адыяман на западе, Шанлыурфа на юго-западе, Мардин на юге, Батман на востоке, Бингёль на северо-востоке.
Административный центр — город Диярбакыр.
Диярбакыр — окружённая горами провинция (ил). В центральной её части находится Тигранакертская равнина, проходящая с запада на восток с протекающим по ней Тигр. На севере находятся горы Армянского тавра, разделяющие регионы Восточной и Юго-Восточной Анатолии. На юго-западе, на границе с илом Шанлыурфа возвышается потухший вулкан Карача-Даг. Его самая высокая вершина, Колубаба, достигает в высоту 1957 м, а застывшие потоки лавы достигают поймы Тигра.
Важнейшей рекой провинции является Тигр, берущий своё начало в Элязыге, протекающий по всей провинции и через её столицу, город Диярбакыр, вбирающий в себя другие реки, перед тем, как повернуть на юг. Н северо-востоке по провинции протекает приток Ефрата. В рамках Южноанатолийского проекта в провинции сооружено несколько дамб.

## История
6 февраля 2023 года стала одним из эпицентров мощного землетрясения.

## Население
Большинство населения составляют курды, говорящие преимущественно на курманджи, а в некоторых районах на зазаки. Из проживавших когда-то на территории провинции десяти тысяч христиан-арамеев осталось всего несколько сотен. В окрестностях Бисмила некоторые деревни населены туркменами, большинство из которых в конце 1980-х годов перебрались в лежащие на западе большие города.

## Административное деление
Ил Диярбакыр разделен на 14 районов:
1. Бисмиль (Bismil)
2. Чермик (Çermik)
3. Чинар (Çınar)
4. Чюнгюш (Çüngüş)
5. Диджле (Dicle)
6. Диярбакыр (Diyarbakır)
7. Эгиль (Eğil)
8. Эргани (Ergani)
9. Хани (Hani)
10. Хазро (Hazro)
11. Коджакёй (Kocaköy)
12. Кулп (Kulp)
13. Лидже (Lice)
14. Сильван (Silvan)

## Культура
Ежегодно в Диярбакыре проходит Фестиваль арбузов, во время которого крестьяне получают ценные подарки или медали за собранный ими урожай. Вес полосатых диярбакырских арбузов достигает от 40 до 65 кг. В пустые половинки арбузов сажают детей, чтобы подчеркнуть их величину.

## Достопримечательности
- Диярбакырская крепость

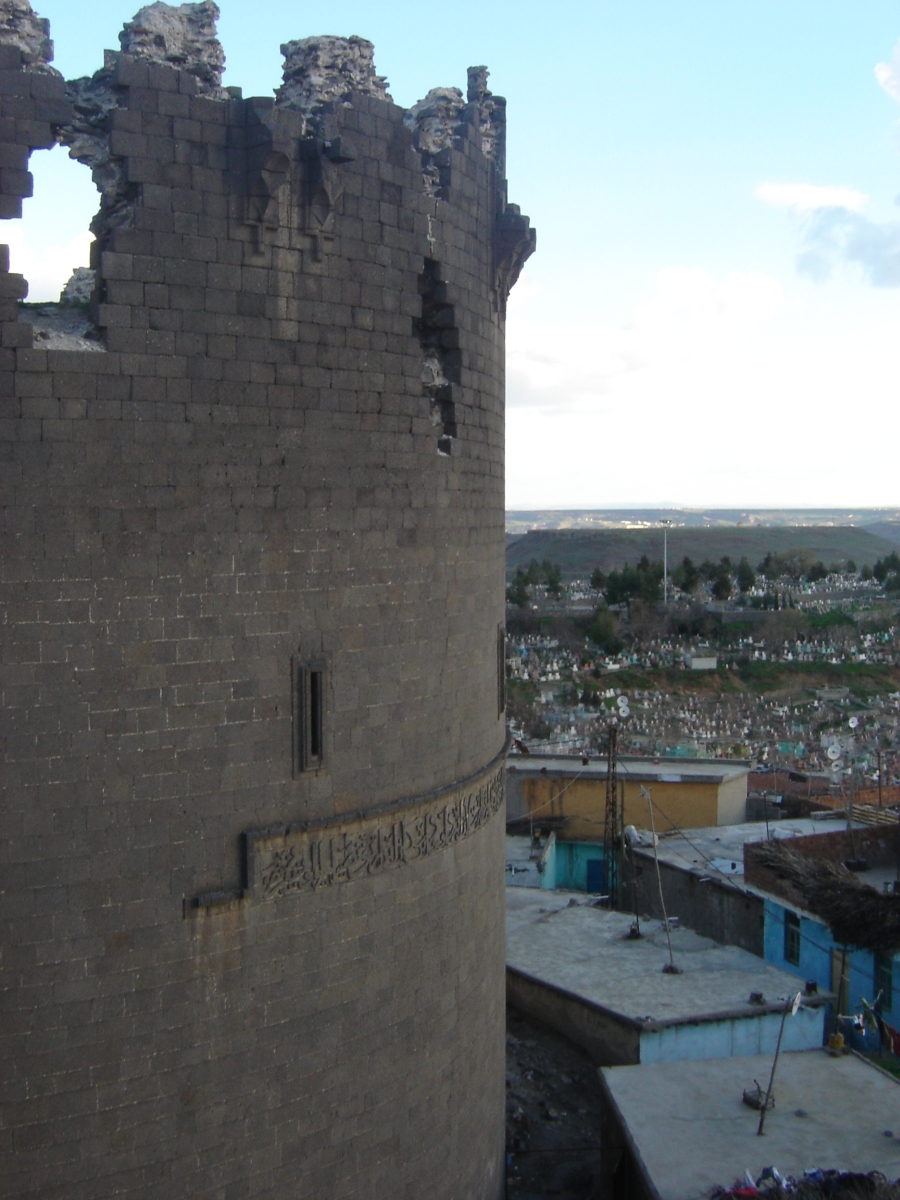
Остатки крепостной стены в г. Диярбакыр

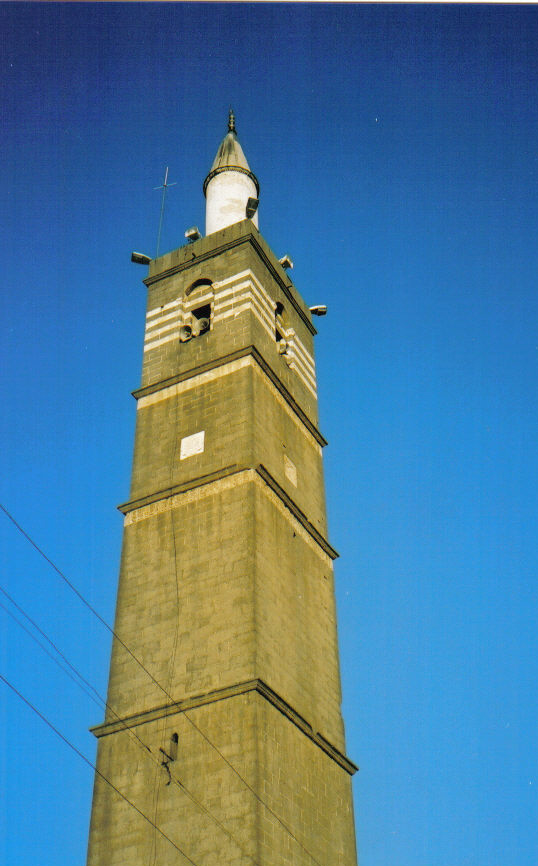
Минарет главной мечети Улу

Диярбакыр имеет одно из самых больших и сохранившихся до наших дней крепостных сооружений в мире. Эта постройка состоит из внешней и внутренней части. точный возраст крепостной стены неизвестен.
Внешняя часть: в 349 году римский император Констанций II велел обновить городские стены и крепость. Длина сохранившихся крепостных стен — около 5 км, ширина — 3-5 метров, высота — 10-12 метров.
В стене 82 башни и четверо ворот, ориентированных по сторонам света и украшенных барельефами и надписями: Горные ворота — на севере, ворота Урфы — на западе, ворота Мардын — на юге и Новые ворота — на востоке. Перед крепостной стеной располагался крепостной вал, срытый в 1232 году Аль-Камилем.
Крепость находится в северо-восточной части внешнего вала и отделена от него стенами. В ней 16 башен и четверо ворот (двое внешних и двое внутренних). Внутри располагался один из городских районов.
- крепости: Эгил, Чермик, Чюнгюш, Османие, Терджил, Михрани, Айдындр, Кефрум, Зюлькарнейн, Атак и Силван;
- Главная мечеть Улу

является одной из старейших мечетей Турции. Построена сельджукским султаном Мелик-Шахом из тесаного камня, украшенного орнаментом на месте христианской церкви святого Фомы.
- Мечети Бахрам Паша (1572), Мелик Ахмед Паша (XII в), Хасан Паша Хан, Сафа (1532), Фатих Паша (1516—1520), Неби, Хюсрев Паша (1512—1528), Искендер Паша (1551) (в Диярбакыре); Эгил, Хани, Хазро, Лидже и Силван, Арап-Шейх, Лала Касим и другие.
- церковь Мерьем Ана (Богоматери Марии) постройки II века
- медресе: Зинджирие (Синджарие) (XII в.), Месудие (1198)
- дворец Артукогуллары
- Караван-сараи Делиллер, Хасан Паша, Сифте Хан и Ени Хан

Диярбакыр был одним из пунктов Великого шёлкового пути. В древних караван-сараях до сих пор располагаются лавки по продаже ковров, килимов и серебряных изделий.
- Мост Малабади

Находится недалеко от района Сильван на реке Батман. Имеет самый широкий пролёт среди всех каменных мостов в мире.
- Музей археологии и этнографии в Диярбакыре;
- музей им. Джахыта Сыткы Таранджи (тур. Cahit Sıtkı Tarancı), поэта,
- Музей Зии Гёкальпа, турецкого философа.
- пещера Хилар;
- античные города Дакьянус и Атак (Антак);
- горячий источник Чермик